# Премия Чемблисса за любительские достижения
Премия Чемблисса за любительские достижения (англ. Chambliss Amateur Achievement Award) — награда Американского астрономического общества, присуждается за достижения в астрономических исследованиях, выполненных астрономом-любителем, проживающим в Северной Америке. Названа в честь Карлсона Р. Чемблисса из Курцтаунского университета Пенсильвания. Лауреату вручается серебряная медаль весом 224 грамма (0,5 фунта) и $1000.

## Лауреаты премии Чемблисса за любительские достижения
- 2006 Уорнер Брайан
- 2007 Биссинджер, Рональд
- 2008 Мандел, Стив
- 2009 Стивенс, Роберт (астроном)
- 2010 Гебени, Джей
- 2011 Тим Пукетт.